# Honuba
Honuba è un comune dell'Azerbaigian situato nel distretto di Yardımlı. Conta una popolazione di 772 abitanti.